# Знаки почтовой оплаты СССР (1933)
Зна́ки почто́вой опла́ты СССР (1933) — перечень (каталог) знаков почтовой оплаты (почтовых марок), введённых в обращение дирекцией по изданию и экспедированию знаков почтовой оплаты Народного комиссариата связи СССР в 1933 году.
С марта по декабрь 1933 года была выпущена 41 памятная (коммеморативная) почтовая марка. Тематика коммеморативных марок охватывала знаменательные даты, была посвящена памяти выдающихся партийных деятелей, а также посвящена представителям народов СССР и рекордному полёту в стратосферу.

## Список коммеморативных (памятных) марок
Порядок следования элементов в таблице соответствует номеру по каталогу марок СССР (ЦФА), в скобках приведены номера по каталогу «Михель».
| № по каталогу                         | Изображение | Описание и источники                                                                        | Номинал        | Дата выпуска        | Тираж   | Художник                                 |
| ------------------------------------- | ----------- | ------------------------------------------------------------------------------------------- | -------------- | ------------------- | ------- | ---------------------------------------- |
| (ЦФА [АО «Марка»] № 393) (Mi #413)    |             | Максим Горький                                                                              | 0,35 руб.      | 15 апреля 1933 года | 100 000 | Александр Волков                         |
| (ЦФА [АО «Марка»] № 400) (Mi #418)    |             | 15 лет Октября: Магнитогорский металлургический комбинат                                    | 0,20 руб.      | март 1933 года      | 200 000 | Илья Соколов                             |
| (ЦФА [АО «Марка»] № 401) (Mi #419)    |             | 15 лет Октября: Радиовещание в СССР                                                         | 0,30 руб.      | октябрь 1933 года   | 200 000 | Илья Соколов                             |
| (ЦФА [АО «Марка»] № 406) (Mi #424)    |             | Карл Маркс: г. Трир                                                                         | 0,03 руб.      | март 1933 года      | 300 000 | А. Плотников-Грудинов                    |
| (ЦФА [АО «Марка»] № 407) (Mi #425)    |             | Карл Маркс: могила                                                                          | 0,10 руб.      | март 1933 года      | 200 000 | А. Плотников-Грудинов                    |
| (ЦФА [АО «Марка»] № 408) (Mi #426)    |             | Карл Маркс: портрет                                                                         | 0,35 руб.      | март 1933 года      | 100 000 | А. Плотников-Грудинов                    |
| (ЦФА [АО «Марка»] № 409) (Mi #427)    |             | Филателистическая выставка с надпечаткой                                                    | 0,15+0,30 руб. | 20 марта 1933 года  | 100 000 | Василий Завьялов                         |
| (ЦФА [АО «Марка»] № 410) (Mi #428)    |             | Филателистическая выставка с надпечаткой                                                    | 0,35+0,70 руб. | 20 марта 1933 года  | 50 000  | Василий Завьялов                         |
| (ЦФА [АО «Марка»] № 411) (Mi #429)    |             | Народности СССР: казаки (с 1925 по 1936 год)                                                | 0,01 руб.      | июль 1933 года      | 200 000 | Василий Завьялов                         |
| (ЦФА [АО «Марка»] № 412) (Mi #430)    |             | Народности СССР: лезгины                                                                    | 0,02 руб.      | июль 1933 года      | 200 000 | Василий Завьялов                         |
| (ЦФА [АО «Марка»] № 413) (Mi #431)    |             | Народности СССР: татары Крыма                                                               | 0,03 руб.      | июль 1933 года      | 200 000 | Василий Завьялов                         |
| (ЦФА [АО «Марка»] № 414) (Mi #432)    |             | Народности СССР: евреи (Биробиджан)                                                         | 0,04 руб.      | июль 1933 года      | 200 000 | Иван Дубасов                             |
| (ЦФА [АО «Марка»] № 415) (Mi #433)    |             | Народности СССР: тунгусы                                                                    | 0,05 руб.      | август 1933 года    | 200 000 | С. Новский                               |
| (ЦФА [АО «Марка»] № 416) (Mi #434)    |             | Народности СССР: буряты                                                                     | 0,06 руб.      | июль 1933 года      | 200 000 | Иван Дубасов                             |
| (ЦФА [АО «Марка»] № 417) (Mi #435)    |             | Народности СССР: чеченцы                                                                    | 0,07 руб.      | июль 1933 года      | 200 000 | Василий Завьялов                         |
| (ЦФА [АО «Марка»] № 418) (Mi #436)    |             | Народности СССР: абхазы                                                                     | 0,08 руб.      | июль 1933 года      | 200 000 | Василий Завьялов                         |
| (ЦФА [АО «Марка»] № 419) (Mi #437)    |             | Народности СССР: грузины                                                                    | 0,09 руб.      | август 1933 года    | 200 000 | Василий Завьялов                         |
| (ЦФА [АО «Марка»] № 420) (Mi #438)    |             | Народности СССР: ненцы                                                                      | 0,10 руб.      | август 1933 года    | 200 000 | С. Новский                               |
| (ЦФА [АО «Марка»] № 421) (Mi #439)    |             | Народности СССР: якуты                                                                      | 0,14 руб.      | август 1933 года    | 200 000 | С. Новский                               |
| (ЦФА [АО «Марка»] № 422) (Mi #441)    |             | Народности СССР: русские                                                                    | 0,15 руб.      | сентябрь 1933 года  | 200 000 | Иван Дубасов                             |
| (ЦФА [АО «Марка»] № 423) (Mi #445)    |             | Народности СССР: украинцы                                                                   | 0,15 руб.      | июль 1933 года      | 200 000 | Иван Дубасов                             |
| (ЦФА [АО «Марка»] № 424) (Mi #442)    |             | Народности СССР: белорусы                                                                   | 0,15 руб.      | июль 1933 года      | 200 000 | Иван Дубасов                             |
| (ЦФА [АО «Марка»] № 425) (Mi #446)    |             | Народности СССР: грузины, армяне, тюрки                                                     | 0,15 руб.      | август 1933 года    | 200 000 | Василий Завьялов                         |
| (ЦФА [АО «Марка»] № 426) (Mi #444)    |             | Народности СССР: узбеки                                                                     | 0,15 руб.      | июль 1933 года      | 200 000 | Василий Завьялов                         |
| (ЦФА [АО «Марка»] № 427) (Mi #440)    |             | Народности СССР: туркмены                                                                   | 0,15 руб.      | июль 1933 года      | 200 000 | Дмитрий Голядкин                         |
| (ЦФА [АО «Марка»] № 428) (Mi #443)    |             | Народности СССР: таджики                                                                    | 0,15 руб.      | август 1933 года    | 200 000 | Дмитрий Голядкин                         |
| (ЦФА [АО «Марка»] № 429) (Mi #447)    |             | Народности СССР: коряки                                                                     | 0,20 руб.      | август 1933 года    | 200 000 | С. Новский                               |
| (ЦФА [АО «Марка»] № 430) (Mi #448)    |             | Народности СССР: башкиры                                                                    | 0,30 руб.      | сентябрь 1933 года  | 150 000 | Дмитрий Голядкин                         |
| (ЦФА [АО «Марка»] № 431) (Mi #449)    |             | Народности СССР: чуваши                                                                     | 0,35 руб.      | июль 1933 года      | 150 000 | С. Новский                               |
| (ЦФА [АО «Марка»] № 432) (Mi #450)    |             | Деятели партии: В. В. Воровский                                                             | 0,01 руб.      | октябрь 1933 года   | 750 000 | Василий Завьялов                         |
| (ЦФА [АО «Марка»] № 433) (Mi #451)    |             | Деятели партии: В. Володарский                                                              | 0,03 руб.      | октябрь 1933 года   | 750 000 | Василий Завьялов                         |
| (ЦФА [АО «Марка»] № 434) (Mi #452)    |             | Деятели партии: М. С. Урицкий                                                               | 0,05 руб.      | октябрь 1933 года   | 500 000 | Василий Завьялов                         |
| (ЦФА [АО «Марка»] № 435) (Mi #453)    |             | Авиапочта. Стратостат «СССР-I»                                                              | 0,05 руб.      | 3 ноября 1933 года  | 50 000  | Василий Завьялов                         |
| (ЦФА [АО «Марка»] № 436) (Mi #454)    |             | Авиапочта. Стратостат «СССР-I»                                                              | 0,10 руб.      | 3 ноября 1933 года  | 100 000 | Василий Завьялов                         |
| (ЦФА [АО «Марка»] № 437) (Mi #455)    |             | Авиапочта. Стратостат «СССР-I»                                                              | 0,20 руб.      | 3 ноября 1933 года  | 100 000 | Василий Завьялов                         |
| (ЦФА [АО «Марка»] № 438) (Mi #456)    |             | Орден Красного Знамени                                                                      | 0,20 руб.      | 17 ноября 1933 года | 300 000 | А. Плотников-Грудинов                    |
| (ЦФА [АО «Марка»] № 438А) (Mi #456 C) |             | Орден Красного Знамени                                                                      | 0,20 руб.      | 17 ноября 1933 года | 300 000 | А. Плотников-Грудинов                    |
| (ЦФА [АО «Марка»] № 439) (Mi #457)    |             | Памяти 26 бакинских комиссаров: С. Г. Шаумян                                                | 0,04 руб.      | 1 декабря 1933 года | 200 000 | Наум Боров, Григорий Замский, Иосиф Ганф |
| (ЦФА [АО «Марка»] № 440) (Mi #458)    |             | Памяти 26 бакинских комиссаров: П. А. Джапаридзе                                            | 0,05 руб.      | 1 декабря 1933 года | 200 000 | Наум Боров, Григорий Замский, Иосиф Ганф |
| (ЦФА [АО «Марка»] № 441) (Mi #459)    |             | Памяти 26 бакинских комиссаров: расстрел комиссаров                                         | 0,20 руб.      | 1 декабря 1933 года | 200 000 | Наум Боров, Григорий Замский, Иосиф Ганф |
| (ЦФА [АО «Марка»] № 442) (Mi #460)    |             | Памяти 26 бакинских комиссаров: памятник на могиле 26 комиссаров в Баку                     | 0,35 руб.      | 1 декабря 1933 года | 100 000 | Наум Боров, Григорий Замский, Иосиф Ганф |
| (ЦФА [АО «Марка»] № 443) (Mi #461)    |             | Памяти 26 бакинских комиссаров: рабочий, крестьянин и красноармеец со склонёнными знамёнами | 0,40 руб.      | 1 декабря 1933 года | 100 000 | Наум Боров, Григорий Замский, Иосиф Ганф |

## Комментарии
1. ↑  Коммеморативные марки — обобщённое название специальных художественных (памятных, юбилейных и других) почтовых марок. Для упрощения терминологии в случаях, когда требуется лишь подчеркнуть, что данная марка не является общеупотребляемой (то есть стандартной), под термином «коммеморативная марка» подразумевают, кроме перечисленных выше, также тематические (рисунки которых, посвящены определённой теме коллекционирования) марки. Также все упомянутые марки, объединённые термином «коммеморативная», имеют общую черту: как правило, такие марки изготовляются на высоком полиграфическом уровне[5].
2. ↑  Ниже приведён перечень памятных художественных марок (с возможностью сортировки по номиналу, тиражу и дате введения в обращение).
3. ↑  40-летие литературной деятельности Максима Горького: портрет Максима Горького. Синяя. Фототипия на бумаге с водяным знаком «ковёр», перфорирована: комбинированная гребенчатая зубцовка 12½:12 (на каждые 2 сантиметра края марки приходится 12½:12 зубцов), 100 (10×10) экземпляров на марочных листах[2][7][8].
4. ↑  15-летие Великой Октябрьской революции: Магнитогорский металлургический комбинат. Лилово-красная. Фототипия на бумаге с горизонтальным водяным знаком «ковёр», перфорирована: комбинированная гребенчатая зубцовка 12:12½ (на каждые 2 сантиметра края марки приходится 12:12½ зубцов), 100 (10×10) экземпляров на марочных листах[2][7][8].
5. ↑  15-летие Великой Октябрьской революции: Радиовещание в СССР. Тёмно-серая. Фототипия на бумаге с горизонтальным водяным знаком «ковёр», перфорирована: линейная зубцовка 12½ (на каждые 2 сантиметра края марки приходится 12½ зубцов), 100 (10×10) экземпляров на марочных листах[2][7][8].
6. ↑  Карл Маркс: родина К. Маркса — г. Трир. Зелёная. Фототипия на бумаге с вертикальным водяным знаком «ковёр», перфорирована: комбинированная гребенчатая зубцовка 12½:12 (на каждые 2 сантиметра края марки приходится 12½:12 зубцов), 100 (10×10) экземпляров на марочных листах[2][11][12].
7. ↑  Карл Маркс: могила Карла Маркса в Лондоне. Серо-коричневая. Фототипия на бумаге с вертикальным водяным знаком «ковёр», перфорирована: комбинированная гребенчатая зубцовка 12:12½ (на каждые 2 сантиметра края марки приходится 12:12½ зубцов), 100 (10×10) экземпляров на марочных листах[2][11][12].
8. ↑  Карл Маркс (1818—1883): портрет. Серо-коричневая. Фототипия на бумаге с вертикальным водяным знаком «ковёр», перфорирована: комбинированная гребенчатая зубцовка 12:12½ (на каждые 2 сантиметра края марки приходится 12:12½ зубцов), 100 (10×10) экземпляров на марочных листах[2][11][12].
9. ↑  Всесоюзная филателистическая выставка в Ленинграде: Государственный музей имени А. С. Пушкина, чёрно-коричневая. Фототипия на бумаге с вертикальным водяным знаком «ковёр», перфорирована: линейная зубцовка 12½ (на каждые 2 сантиметра края марки приходится 12½ зубцов), 75 (5×15) экземпляров на марочных листах. Красная типографская надпечатка текста «Ленинград, 1933г» и дополнительных номиналов на марках  (ЦФА [АО «Марка»] № 403)[2][11][12].
10. ↑  Всесоюзная филателистическая выставка в Ленинграде: Государственный музей имени А. С. Пушкина, ультрамариновая. Фототипия на бумаге с вертикальным водяным знаком «ковёр», перфорирована: линейная зубцовка 12½ (на каждые 2 сантиметра края марки приходится 12½ зубцов), 75 (5×15) экземпляров на марочных листах. Красная типографская надпечатка текста «Ленинград, 1933г» и дополнительных номиналов на марках  (ЦФА [АО «Марка»] № 404А)[2][11][12].
11. ↑  19 апреля 1925 года 5-м Всеказакским съездом Советов принято постановление «О восстановлении имени „казаки“ за киргизской национальностью». Для восстановления фонетически максимально близкого к самоназванию имени киргизского народа 5-й Всеказакский съезд Советов постановил: впредь киргиз именовать казаками[13]. С этого момента в СССР начал использоваться исторический правильный этноним казак, Киргизская АССР была переименована в Казакскую АССР. До 1936 года в справочных изданиях можно также встретить термин киргиз-казак[14], использовавшийся для уточнения термина во избежание путаницы с казаками. Современная форма этнонима казах была установлена в феврале 1936 года[15] незадолго до преобразования Казакской (а с 5 февраля 1936 года Казахской) АССР в Казахскую ССР в декабре 1936 года.
12. ↑  Народы СССР: казаки (с 1936 года официально именуются «казахи»[15]). Лилово-коричневая. Фототипия на бумаге с водяным знаком «ковёр», перфорирована: комбинированная гребенчатая зубцовка 12:12½ (на каждые 2 сантиметра края марки приходится 12:12½ зубцов), 100 (10×10) экземпляров на марочных листах[2][1][16].
13. ↑  Народы СССР: лезгины. Ультрамариновая. Фототипия на бумаге с водяным знаком «ковёр», перфорирована: комбинированная гребенчатая зубцовка 12½:12 (на каждые 2 сантиметра края марки приходится 12½:12 зубцов), 100 (10×10) экземпляров на марочных листах[2][1][16].
14. ↑  Народы СССР: татары Крыма. Зелёная. Фототипия на бумаге с водяным знаком «ковёр», перфорирована: комбинированная гребенчатая зубцовка 12:12½ (на каждые 2 сантиметра края марки приходится 12:12½ зубцов), 100 (10×10) экземпляров на марочных листах[2][1][16].
15. ↑  Народы СССР: евреи (Биробиджан). Лилово-чёрная. Фототипия на бумаге с водяным знаком «ковёр», перфорирована: комбинированная гребенчатая зубцовка 12:12½ (на каждые 2 сантиметра края марки приходится 12:12½ зубцов), 100 (10×10) экземпляров на марочных листах[2][1][16].
16. ↑  Народы СССР: тунгусы. Красно-лиловая. Фототипия на бумаге с водяным знаком «ковёр», перфорирована: комбинированная гребенчатая зубцовка 12½:12 (на каждые 2 сантиметра края марки приходится 12½:12 зубцов), 100 (10×10) экземпляров на марочных листах[2][1][16].
17. ↑  Народы СССР: буряты. Серо-голубая. Фототипия на бумаге с водяным знаком «ковёр», перфорирована: комбинированная гребенчатая зубцовка 12½:12 (на каждые 2 сантиметра края марки приходится 12½:12 зубцов), 100 (10×10) экземпляров на марочных листах[2][1][16].
18. ↑  Народы СССР: чеченцы. Лилово-коричневая. Фототипия на бумаге с водяным знаком «ковёр», перфорирована: комбинированная гребенчатая зубцовка 12:12½ (на каждые 2 сантиметра края марки приходится 12:12½ зубцов), 100 (10×10) экземпляров на марочных листах[2][1][16].
19. ↑  Народы СССР: абхазы. Красная. Фототипия на бумаге с водяным знаком «ковёр», перфорирована: комбинированная гребенчатая зубцовка 12:12½ (на каждые 2 сантиметра края марки приходится 12:12½ зубцов), 100 (10×10) экземпляров на марочных листах[2][1][16].
20. ↑  Народы СССР: грузины. Ультрамариновая. Фототипия на бумаге с водяным знаком «ковёр», перфорирована: комбинированная гребенчатая зубцовка 12:12½ (на каждые 2 сантиметра края марки приходится 12:12½ зубцов), 100 (10×10) экземпляров на марочных листах[2][1][16].
21. ↑  Народы СССР: ненцы. Лилово-коричневая. Фототипия на бумаге с водяным знаком «ковёр», перфорирована: комбинированная гребенчатая зубцовка 12:12½ (на каждые 2 сантиметра края марки приходится 12:12½ зубцов), 100 (10×10) экземпляров на марочных листах[2][1][16].
22. ↑  Народы СССР: якуты. Зелёная. Фототипия на бумаге с водяным знаком «ковёр», перфорирована: комбинированная гребенчатая зубцовка 12½:12 (на каждые 2 сантиметра края марки приходится 12½:12 зубцов), 100 (10×10) экземпляров на марочных листах[2][1][16].
23. ↑  Народы СССР: русские. Оранжевая. Фототипия на бумаге с водяным знаком «ковёр», перфорирована: комбинированная гребенчатая зубцовка 10½:12 (на каждые 2 сантиметра края марки приходится 10½:12 зубцов), 75 (5×15) экземпляров на марочных листах[2][1][16].
24. ↑  Народы СССР: украинцы. Лиловая. Фототипия на бумаге с водяным знаком «ковёр», перфорирована: комбинированная гребенчатая зубцовка 10½:12 (на каждые 2 сантиметра края марки приходится 10½:12 зубцов), 75 (5×15) экземпляров на марочных листах[2][1][16].
25. ↑  Народы СССР: белорусы. Зелёная. Фототипия на бумаге с водяным знаком «ковёр», перфорирована: комбинированная гребенчатая зубцовка 10½:12 (на каждые 2 сантиметра края марки приходится 10½:12 зубцов), 75 (5×15) экземпляров на марочных листах[2][1][16].
26. ↑  Народы СССР: грузины, армяне, тюрки. Коричневая. Фототипия на бумаге с водяным знаком «ковёр», перфорирована: комбинированная гребенчатая зубцовка 10½:12 (на каждые 2 сантиметра края марки приходится 10½:12 зубцов), 75 (5×15) экземпляров на марочных листах[2][1][16].
27. ↑  Народы СССР: узбеки. Чёрно-коричневая. Фототипия на бумаге с водяным знаком «ковёр», перфорирована: комбинированная гребенчатая зубцовка 10½:12 (на каждые 2 сантиметра края марки приходится 10½:12 зубцов), 75 (5×15) экземпляров на марочных листах[2][1][16].
28. ↑  Народы СССР: туркмены. Красная. Фототипия на бумаге с водяным знаком «ковёр», перфорирована: комбинированная гребенчатая зубцовка 12:10½ (на каждые 2 сантиметра края марки приходится 12:10½ зубцов), 75 (15×5) экземпляров на марочных листах[2][1][16].
29. ↑  Народы СССР: таджики. Ультрамариновая. Фототипия на бумаге с водяным знаком «ковёр», перфорирована: комбинированная гребенчатая зубцовка 10½:12 (на каждые 2 сантиметра края марки приходится 10½:12 зубцов), 75 (5×15) экземпляров на марочных листах[2][1][16].
30. ↑  Народы СССР: коряки. Серо-голубая. Фототипия на бумаге с водяным знаком «ковёр», перфорирована: комбинированная гребенчатая зубцовка 12:12½ (на каждые 2 сантиметра края марки приходится 12:12½ зубцов), 100 (10×10) экземпляров на марочных листах[2][1][16].
31. ↑  Народы СССР: башкиры. Красно-лиловая. Фототипия на бумаге с водяным знаком «ковёр», перфорирована: комбинированная гребенчатая зубцовка 12:12½ (на каждые 2 сантиметра края марки приходится 12:12½ зубцов), 100 (10×10) экземпляров на марочных листах[2][1][16].
32. ↑  Народы СССР: Чуваши. Серо-чёрная. Фототипия на бумаге с водяным знаком «ковёр», перфорирована: комбинированная гребенчатая зубцовка 12:12½ (на каждые 2 сантиметра края марки приходится 12:12½ зубцов), 100 (10×10) экземпляров на марочных листах[2][1][16].
33. ↑  Памяти деятелей Коммунистической партии: В. В. Воровский. Тёмно-зелёная. Печать глубокая на бумаге с горизонтальным водяным знаком «ковёр», перфорирована: комбинированная гребенчатая зубцовка 12:12½ (на каждые 2 сантиметра края марки приходится 12:12½ зубцов), 100 (10×10) экземпляров на марочных листах[2][17][18].
34. ↑  Памяти деятелей Коммунистической партии: В. Володарский. Серо-синяя. Печать глубокая на бумаге с горизонтальным водяным знаком «ковёр», перфорирована: комбинированная гребенчатая зубцовка 12:12½ (на каждые 2 сантиметра края марки приходится 12:12½ зубцов), 100 (10×10) экземпляров на марочных листах[2][17][18].
35. ↑  Памяти деятелей Коммунистической партии: М. С. Урицкий. Коричневая. Печать глубокая на бумаге с горизонтальным водяным знаком «ковёр», перфорирована: комбинированная гребенчатая зубцовка 12:12½ (на каждые 2 сантиметра края марки приходится 12:12½ зубцов), 100 (10×10) экземпляров на марочных листах[2][17][18].
36. ↑  Авиапочта. Полёт стратостата «СССР-I»: стратостат в полёте, синяя. Фототипия на бумаге с водяным знаком «ковёр», перфорирована: линейная зубцовка 14 (на каждые 2 сантиметра края марки приходится 14 зубцов), 70 (14×5) экземпляров на марочных листах[2][17][18].
37. ↑  Авиапочта. Полёт стратостата «СССР-I»: стратостат в полёте, красная. Фототипия на бумаге с водяным знаком «ковёр», перфорирована: линейная зубцовка 14 (на каждые 2 сантиметра края марки приходится 14 зубцов), 70 (14×5) экземпляров на марочных листах[2][17][18].
38. ↑  Авиапочта. Полёт стратостата «СССР-I»: стратостат в полёте, фиолетовая. Фототипия на бумаге с водяным знаком «ковёр», перфорирована: линейная зубцовка 14 (на каждые 2 сантиметра края марки приходится 14 зубцов), 70 (14×5) экземпляров на марочных листах[2][17][18].
39. ↑  15-летие учреждения ордена Красного Знамени: Орден Красного Знамени. Красная, жёлтая, чёрно-серая. Фототипия на бумаге без водяного знака, перфорирована: линейная зубцовка 14 (на каждые 2 сантиметра края марки приходится 14 зубцов), 120 (12×10) экземпляров на марочных листах[2][17][18].
40. 1 2  Суммарный тираж вариантов марок  (ЦФА [АО «Марка»] № 438) и  (ЦФА [АО «Марка»] № 438А) — 300 тыс. экземпляров[17][12].
41. ↑  15-летие учреждения ордена Красного Знамени: Орден Красного Знамени. Красная, жёлтая, чёрно-серая. Фототипия на бумаге без водяного знака, перфорирована: линейная зубцовка 9½ (на каждые 2 сантиметра края марки приходится 9½ зубцов), 120 (12×10) экземпляров на марочных листах[2][17][18].
42. ↑  25-летие со дня гибели 26 бакинских комиссаров: С. Г. Шаумян. Коричневая. Фототипия на бумаге без водяного знака, перфорирована: линейная зубцовка 14 (на каждые 2 сантиметра края марки приходится 14 зубцов), 75 (15×5) экземпляров на марочных листах[2][17][19].
43. ↑  25-летие со дня гибели 26 бакинских комиссаров: П. А. Джапаридзе. Чёрная. Фототипия на бумаге без водяного знака, перфорирована: линейная зубцовка 14 (на каждые 2 сантиметра края марки приходится 14 зубцов), 75 (15×5) экземпляров на марочных листах[2][17][19].
44. ↑  25-летие со дня гибели 26 бакинских комиссаров: расстрел комиссаров. Фиолетовая. Фототипия на бумаге без водяного знака, перфорирована: линейная зубцовка 14 (на каждые 2 сантиметра края марки приходится 14 зубцов), 75 (5×15) экземпляров на марочных листах[2][17][19].
45. ↑  25-летие со дня гибели 26 бакинских комиссаров: памятник на могиле 26 комиссаров в Баку. Ультрамариновая. Фототипия на бумаге без водяного знака, перфорирована: линейная зубцовка 14 (на каждые 2 сантиметра края марки приходится 14 зубцов), 75 (5×15) экземпляров на марочных листах[2][17][19].
46. ↑  25-летие со дня гибели 26 бакинских комиссаров: рабочий, крестьянин и красноармеец со склонёнными знамёнами. Красная. Фототипия на бумаге без водяного знака, перфорирована: линейная зубцовка 14 (на каждые 2 сантиметра края марки приходится 14 зубцов), 75 (5×15) экземпляров на марочных листах[2][17][19].